# Orthodera burmeisteri
Orthodera burmeisteri es una especie de mantis de la familia Mantidae.

## Distribución geográfica
Se encuentra en Australia, Nueva Zelanda, Nueva Guinea y Micronesia.